# Proasellus rectangulatus
Proasellus rectangulatus és una espècie de crustaci isòpode pertanyent a la família dels asèl·lids.
Viu a l'aigua dolça.
Es troba a un pou de Montemor-o-Novo (l'Alentejo, Portugal).